# Augur

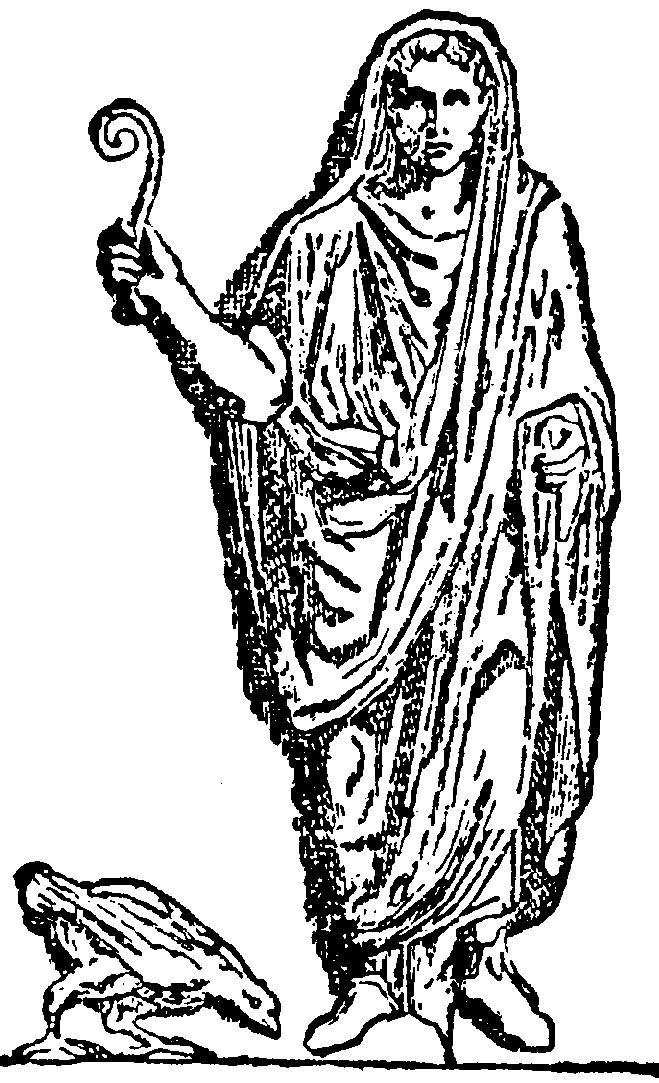
Representación moderna de un augur con un pollo sagrado; sostiene un lituus, la vara curva que a menudo se usaba como símbolo de augurio en las monedas romanas.

Un augur era un sacerdote de la Antigua Roma que practicaba oficialmente la adivinación. 
La religión tradicional pagana de Roma estaba constituida por ceremonias y ritos cuyo objetivo era asegurarse el favor de los dioses, la pax deorum. Con el tiempo se establecieron diversos cultos públicos que tenían lugar en los distintos santuarios y templos situados por toda la ciudad. Entre los cargos sacerdotales más importantes estaban los augures, que se encargaban de recibir los auspicios en nombre del Estado (Augures publici populi Romani Quiritium).
La excesiva cantidad y diversidad de presagios e interpretaciones, ya que cada clan, ciudad, individuo, etc. llevaba a cabo sus propios auspicios, causó que el sistema patricio de los augurios se fuera imponiendo sobre el sistema de los auspicios libres. Así, se creó el colegio de los augures.
El nombre de augur deriva de augere “aumentar, hacer crecer” y significa en su origen “acrecentamiento concedido por los dioses a una empresa” y de ahí “presagio favorable”. Augur era el título oficial del sacerdote que formaba parte de un colegio y su nombre oficial era Augur publicus populi Romani Quiritium. Sus funciones estaban reguladas por unas normas recogidas en los libros de los Augures. Asimismo, existía un derecho augural y una educación propia de los augures, que se basaba, por lo que sabemos, en la astrología, la aruspicina y la auguración.
En el mundo romano los signos que reflejaban la voluntad de los dioses eran muy importantes, ya que todas las acciones que se llevaban a cabo debían estar respaldadas por la protección divina. Debido a esto, los augures observaban con mucho interés las aves (auspicia), las palabras presagiosas (omina), las advertencias en el cielo, los signos funestos (dirae), los prodigios (ostenta), las suertes (sortes) o las entrañas de las víctimas de los sacrificios (exta), para saber cuál era la voluntad de los dioses. Los signa que daban los dioses para comunicarse con los humanos podían ser de distintos tipos: omen; prodigium, movimientos o acciones singulares llevadas a cabo por seres vivos; monstrum, cuando los dioses se manifestaban a través de la naturaleza orgánica y viviente; ostentum y portentum, estando ambos relacionados estos últimos con la naturaleza inanimada. Asimismo los augures dividían  los signos en prodigios representativos, alegóricos y ordinarios, y se denomina procuratio a las medidas que tomaban los romanos después de haber visto una señal, una vez identificada la divinidad de la que provenía dicho prodigio. Las respuestas de los adivinos siempre presentaban la misma estructura: exposición de los motivos por los que se había producido la señal divina y descripción de las ceremonias expiatorias. Sin embargo, las auspicia oblativa, las señales no solicitadas, podían ser rechazadas no prestándoles atención (non observare), despreciándolas (refutare, repudiare), etc. 

Los augures existían desde la fundación de Roma, ejerciendo una práctica tomada de griegos y etruscos. Ennio, en su obra denominada Anales, describe un auspicio llevado a cabo por Rómulo y Remo, que se encontraban en disputa por el gobierno de la ciudad que iba a ser fundada. En este pasaje se aprecia como Rómulo y Remo se sientan para observar el vuelo de las aves, lo que nos aporta información importante sobre el ritual de los auspicios.Es decir, el acto previo a la fundación de Roma fue una observación de los augurios. Además, Cicerón nos dice que Rómulo tuvo siempre muy en cuenta los auspicios y estableció augures seleccionando uno de cada tribu, para que le ayudaran a la hora de tomar decisiones con respecto a los asuntos públicos. 
“Se cuenta que, en un principio, Rómulo, el padre de esta ciudad, no sólo la fundó contando con los auspicios, sino que incluso fue un excelente augur él mismo. Después, también los demás reyes se sirvieron de augures, y, tras la expulsión de los reyes, no se hacía nada de interés público sin contar con los auspicios, tanto en tiempo de paz como en tiempo de guerra”
Como derivan de Rómulo, eran los sacerdotes más antiguos de Roma. Sin embargo, el magistrado era el que tenía el derecho de los auspicios como bien nos lo explica Cicerón en las Filípicas. 
“Porque nosotros los augures sólo podemos anunciar los auspicios, mientras los cónsules y demás magistrados tienen también el de observarlos [spectio].” 
Esta falta de autonomía explica el hecho de que los augures no tuviesen un jefe similar al pontifex maximus, sino que era el augur más antiguo el que los presidía y este sólo tenía la capacidad especial de convocar al resto de los augures para las sesiones mensuales o extraordinarias.
Su corporación constituía uno de los cuatro prestigiosos colegios sacerdotales de la Antigua Roma. Era un cargo oficial, aunque también había augures particulares. Únicamente los magistrados podían consultar a los augures oficiales y en recintos especiales. El cargo oficial era vitalicio y compatible con magistraturas o con otros cargos sacerdotales. Disponían para su labor de dos tipos de libros: de rituales y de comentarios; los primeros contenían fórmulas fijas, los segundos recogían resúmenes de las actuaciones. Había dos clases de augures:
- Los que solicitaban a los dioses la manifestación de su voluntad mediante fórmulas rituales.
- Los que descifraban los signos de la voluntad de los dioses, manifestada sin previa solicitud. Estos fueron los más importantes, hasta el punto de que con solo declarar que los auspicios eran desfavorables, podían anular asambleas, elecciones o cualquier resolución de los magistrados.

En un principio los sacerdotes eran miembros de la aristocracia gobernante que también ocupaban magistraturas y mandaban los ejércitos.Sin embargo, en el año 300 la plebe obtuvo el acceso a los colegios de los pontífices y augures. Esta formación de una nobilitas patricio-plebeya impulsó la aprobación de la lex Ogulnia, según la que se debían añadir a los 4 augures ya existentes 5 augures más, estos últimos, plebeyos. 
Así se dice que, mientras que en época de Rómulo hubo 3 augures, Numa incrementó el número a 5. A continuación, la ley Ogulnia estableció 9, cuatro patricios y cinco plebeyos, Sila quince y César diecisiete. Como podemos observar, el número de augures siempre debía ser impar.
En tiempos de la monarquía eran elegidos por el rey. Con la república, al principio eran elegidos por cooptación en el Colegio. Ningún augur que fuera enemigo de alguno de los augures ya existentes podía ser cooptado y, cuando se moría alguno de los augures, los restantes presentaban un candidato al Colegio, que debía dar su consentimiento, según la lex Domitia (104 a. C.) y la lex Atia (63 a. C.). Esta cooptatio era confirmada posteriormente por los comicios tributos. También había augures en las colonias.
Posteriormente fueron elegidos por el pueblo, con la excepción del período de la dictadura de Sila, en que se volvió al sistema anterior. Finalmente en el imperio fueron nombrados por el emperador, hasta que el cargo fue suprimido por Teodosio.

## Insignias
Sus insignias eran la toga nacional con losas de púrpura y escarlata (trabea) y el bastón curvo (lituus) y durante sus funciones se ponían una corona en la cabeza.

## Funciones de los augures
Los augures no podían conocer el futuro, pero sí que eran capaces de discernir, mediante los auspicios, si un acto humano era acorde a la voluntad divina o no. Así, antes de celebrarse una asamblea era necesario observar los auspicia (impetrativa) para saber si tenían o no la aprobación de los dioses. Durante la propia asamblea podían producirse signos, auspicia oblativa, que indicaban, dependiendo de los intereses de quienes tomaban los auspicios, si había que disolverla o no. «... con la pretensión de que los auspicios eran desfavorables, Pompeyo disolvió la asamblea cuando el pueblo se disponía a votar la elección de Catón a la pretura», dice Plutarco.

Además de los magistrados, los augures también podían invalidar, bloquear o anular comicios, una elección o una ley. A su vez, podían aplazar una consulta sin dar respuesta alguna, retrasar una asamblea, una batalla, etc.Por otro lado, en las asambleas siempre debía haber un augur para corregir al magistrado que la presidía si era necesario y los augures actuaban como corte suprema de justicia estableciendo, según el ius que poseían, la legitimidad de las leyes. Aunque, debido a su utilización política, los auspicios perdieron prestigio; los magistrados debían enfrentarse a la opinión pública, si no aceptaban y respetaban los auspicios.
“Pero el máximo y más prestante en la república es el derecho de los augures, unido con su autoridad. Y en verdad no lo pienso así por ser yo augur, sino porque es necesario que así seamos estimados nosotros. En efecto, si indagamos acerca del derecho, ¿qué cosa es más importante que poder disolver los comicios y las asambleas empezados por los sumos mandos y por las sumas potestades, o anular los ya celebrados? ¿Qué cosa más grave que el que se interrumpa un asunto emprendido, si un augur dice "para otro día"? ¿Qué cosa más magnífica que poder decretar que los cónsules abdiquen de su magistratura? ¿Qué cosa más respetable que o dar o no dar el derecho de convocar al pueblo o a la plebe? ¿Cuál más respetable que anular una ley, si no fue propuesta conforme a derecho, como anularon la Ticia por decreto del colegio, como anularon las Livias por consejo de Filipo, cónsul y augur? ¿Cuál más respetable como el que nada en la paz, nada en la milicia gestionado por los magistrados, pueda ser aprobado por alguien sin la autorización de los augures?”
Los augures debían interpretar y exponer públicamente la voluntad de los dioses, analizar los prodigios y los sueños, interpretar los mensajes de los oráculos y proponer formas de calmar y satisfacer a los dioses. Todo lo que el augur declaraba que era negativo era anulado inmediatamente, y los que no obedecían a los augures sufrían la pena capital. Su ciencia se denominaba ius augurium o augurium, y las respuestas que daban decretos o respuestas de los augures. Los augures analizan, por lo general, signos naturales y algunos de sus elementos de observación más comunes eran las aves, de las que analizaban el vuelo, el modo de comer, el canto, etc. Estos prodigios respondían “si” o “no” a una pregunta concreta que debía hacerse siguiendo un ritual: en un momento de perfecta calma, en la puerta de una tienda (tabernaculum) que estaba situada en el centro de un espacio sagrado rectangular (templum), en el punto en el que se cruzaban sus dos ejes orientados que habían sido trazados con un bastón sacro curvado en forma de báculo, el lituus. Además de la consulta de los auspicios, los augures también realizaban la “inauguración” ritual de algunas ciudades, templos, locales y lugares consagrados a los asuntos públicos.
Dependiendo de si el augur estaba fuera o dentro del espacio rodeado por el “muro”, sus observaciones eran válidas para el territorio urbano o para los campos. Asimismo, cabe destacar que las profecías tenían un límite de duración, que en el caso de los augurios era de un solo día, de medianoche a medianoche. 

## Tipos de adivinación
- Señales del cielo. En el caso de rayos y relámpagos, los augures estimaban el augurio favorable si mirando al sur, caían a su izquierda (derecha de Júpiter).
- Gritos y vuelos de aves. Analizaban el graznido de cuervos, grajos y lechuzas. También el vuelo de águilas, buitres y halcones.
- Ingesta de los pollos sagrados. Se estimaba auspicio favorable si tenían apetito y desfavorable si estaban inapetentes.
- Posiciones y actitudes de mamíferos y reptiles.
- Acontecimientos imprevistos extraordinarios. En general, considerados de mal augurio.
- Adivinación en la disposición de vísceras de animales.

## Pérdida de confianza en los auspicios
En el periodo anterior a la segunda guerra púnica, el pueblo romano fue perdiendo interés y confianza en los signos que buscaban los augures, sobre todo, a través de la observación de las aves. De esta manera, debido al desarrollo de la idea de que los dioses eran capaces de conocer el futuro y de transmitirlo a sus fieles, se fue extendiendo el interés por la adivinación, aunque en esta época todavía no se recurría con regularidad al oráculo de Delfos.
Así, Augusto y el resto de emperadores tomaron el título de pontifex maximus, pero ninguno de ellos se llamó augur. Los augures terminan desapareciendo a partir de Diocleciano, y Arnobio es el último escritor que los menciona. 

## Iconología
- El buen augur se representa bajo la forma de un joven ágil, apuesto, vestido con una túnica verde, símbolo de la esperanza, y la cabeza cubierta con un velo blanco asegurado por medio de una estrella. En la mano derecha sostiene el bastón augural (lituo) y con la izquierda acaricia un cisne.
- El mal augur tiene la figura de un hombre severo en el aspecto y de siniestra mirada. La túnica que lleva es color de hoja seca. En la mano sostiene también el bastón augural y está en actitud de observar una corneja que vuela hacia su izquierda.[9]